# 無差別級
無差別級（むさべつきゅう）は、格闘技などにおける体重別階級のうち体重無関係の階級である。あくまで体重別階級の存在を前提とした表現であるため、大相撲のように体重別の考え方自体が存在しないスポーツには「無差別級」の表現は使用しない。
「アブソリュート級（absolute weight、absolute = 無制限の）」とも呼ぶ。

## 柔道
柔道では無差別級が設けられている大会（世界柔道選手権大会）や、無差別級のみで行われる大会（全日本柔道選手権大会、皇后盃全日本女子柔道選手権大会）もある。
オリンピックでも1964年の東京オリンピックから1984年のロサンゼルスオリンピックまでは無差別級が設けられていたが（ただし1968年のメキシコオリンピックでは柔道競技全体が非実施）、それ以降は廃止されている。

## レスリング
レスリングでも無差別級を行っている大会が存在する。

## 相撲
プロの大相撲では体重別階級が存在しないが、世界相撲選手権大会、世界女子相撲選手権大会では体重別階級と無差別級のタイトルが存在する。

## 総合格闘技
総合格闘技では、パンクラス、ZST、DREAM、DEEP、ROAD FCで無差別級が設けられている。
パンクラスの場合、最重量階級であったスーパーヘビー級が廃止されたため、事実上無差別級に統合された形となっている。DREAMでは「スーパーハルクトーナメント〜世界超人選手権〜」と題した無差別級トーナメントを2009年より開催している。DEEPでは「メガトン級」の名で実施しており、概ね100kg以上の選手によって争われているが、初代王座を獲得したのは100kgに満たない川口雄介（2008年8月2日獲得）である。

## プロレス
プロレスでは多くのトーナメント戦が無差別級で行われている他、無差別級のタイトル（NEVER無差別級王座、KO-D無差別級王座など）もある。
また、全日本プロレスのようにヘビー級の選手権にジュニアヘビー級の選手が挑戦できるようになっている団体も多く、ジュニアヘビー級の選手でヘビー級王者になった例もある（ダニー・ホッジ、小川良成など）。女子の場合、上限のない王座は無差別級となっており、インディ団体の場合、ジュニアヘビー級以下が存在しないことが多いためやはり無差別級となる。